# Herbert Beerbohm Tree
Sir Herbert Draper Beerbohm Tree (Londres, 17 de dezembro de 1853 — Londres, 2 de julho de 1917) foi um ator inglês.